# Les Sept fantastiques Caballeros (moins quatre)
Les Sept fantastiques Caballeros (moins quatre) est une histoire en bande dessinée de Don Rosa parue pour la première fois en 2005. Elle met en scène Donald Duck, Panchito Pistoles et José Carioca qui forment un trio apparu au cinéma dans le film Les Trois Caballeros, mais apparus également dans une précédente histoire de Don Rosa, Le Retour des Trois Caballeros.

## Synopsis
Alors que Donald vient de se faire renvoyer une énième fois par Picsou, ses neveux Riri, Fifi et Loulou ne peuvent que constater que le moral de leur oncle est au plus bas. Ils décident alors de faire en sorte qu'il se sente mieux. Pour cela, sous prétexte de transporter des médailles à Rio de Janeiro pour les Castors Juniors, ils envoient en fait Donald revoir ses amis Panchito et José, avec qui il formait les 3 Caballeros. Une fois réunis, les 3 amis décident de partir à l'aventure et de devenir chasseurs de diamants. Ainsi va débuter pour nos 3 aventuriers un périple au cours duquel Donald reprendra confiance en lui.

## Fiche technique
- Code de l'histoire : D 2004-032
- Éditeur : Egmont (Danemark)
- Titre de première publication : De tre Cabelleros rider igen - igen (danois), Tre lystige fyrer rir igjen (norvégien), Sju caballeros (minus fyra) vågade livet (suédois)
- Titre en anglais : The Magnificent Seven (Minus Four) Caballeros!
- Titre en français : Les sept fantastiques Caballeros (moins quatre)
- Nombre de planches : 32
- Scénariste et dessinateur : Don Rosa
- Première publication : Anders And & co. no 2005-03 à 2005-05 (Danemark) et Donald Duck & co. no 2005-03 à 2005-05 (Norvège), semaines du 20 janvier 2005 au 3 février 2005
- Première publication aux États-Unis : Walt Disney's Comics & Stories no 663 à 665, de novembre 2005 à février 2006
- Première publication en France : Picsou Magazine no 402, juillet 2005

## Cette histoire dans l'œuvre de Don Rosa

### Conception
C'est la suite d'une de ses précédentes histoires Le Retour des Trois Caballeros, qui eut du succès, donnant envie à Don Rosa d'en reprendre les protagonistes. Dans ces deux histoires, Donald retrouve deux vieux amis qui l'estiment et le traitent en égal, contrastant en cela avec la manière dont il est traité par les Donaldvillois. Puisque dans la première histoire, le décor était le Mexique de Panchito Pistoles, la seconde devait être le Brésil de José Carioca. Mais le bédéiste ne voulait pas qu'elle prenne place dans l'Amazonie, déjà visible dans de nombreuses œuvres se déroulant dans ce pays, au point de donner l'impression que cette forêt couvre l'intégralité du pays. Ainsi, le centre et le sud du pays comporte de vastes prairies, des chaînes de montagnes basses et d'immenses marécages. D'ailleurs, en arrivant dans la serra do Roncador, Donald déclare justement que le paysage qu'il voit ne ressemble pas à la jungle montrée par le cinéma. Le bédéiste effectua alors recherches sur d'éventuels trésors perdus situés au Brésil. Il tomba rapidement sur Percy Fawcett et sa quête de la cité de cristal au Brésil, qui l'intéressa. Il trouva ainsi les éléments pour réaliser cet épisode.
Cette histoire est une « chasse au trésor » mais elle n'est pas du type habituel. En effet, les histoires traditionnelles de chasse au trésor de Don Rosa mettent généralement en scène les neveux Riri, Fifi et Loulou accompagnant Picsou et Donald à travers le monde, et généralement, les neveux ont une idée du trésor qu'ils recherchent. Or, cette histoire met en scène Donald et ses amis Panchito et José, et elle se déroule dans le pays de José, le Brésil, et plus particulièrement sur le plateau du Mato Grosso.
Dans la première histoire des Trois Caballeros, Don Rosa avait pris le plus de plaisir en dessinant le numéro musical des trois personnages. Il voulait le reproduire pour cette seconde histoire, peut-être lors de la scène de sauvetage des animaux. Mais il craignait qu'elle soit trop longue et puis, il se demandait quel sens pouvait avoir une scène chantée et dansée en bande dessinée. Il mit tout de même en scène ce numéro dans la dernière case.